# 야시로촌 (후쿠시마현)
야시로촌(社村)은 후쿠시마현 니시시라카와군에 일찍이 존재했던 촌이다.

## 지리
현재의 시라카와시의 남부, (구) 오모테고촌의 동부에 위치한다.

## 역사
- 1889년 4월 1일 - 정촌제 시행에 의해 고마쓰촌, 야와타촌, 나카데라촌, 호리노우치촌, 가토다촌, 후카아도촌이 합병해 니시시라카와군 야시로촌이 성립하였다.
- 1955년 2월 1일 - 고세키촌, 가네야마촌과 합병해 오모테고촌이 성립하여, 동일 야시로촌이 성립하였다.
- 2005년 11월 7일 - 오모테고촌이 (구)시라카와시, 히가시촌, 다이신촌과 합병해 시라카와시가 성립하였다.

## 인구
- 1891년 1,664
- 1920년 1,806
- 1947년 2,569

## 참고믄헌
- 角川日本地名大辞典編纂委員会『角川日本地名大辞典 7 福島県』、角川書店、1981年 ISBN 4040010701
- 日本加除出版株式会社編集部『全国市町村名変遷総覧』、日本加除出版、2006年、ISBN 4817813180